# 40. век п. н. е.
40. век п. н. е. је почео 1. јануара 4000. п. н. е. и завршио се 31. децембра 3901. п. н. е.

## Друштво и политика
- Захлађење и мања влажност ваздуха условили су продоре разних заједница номадских сточара из азијских степа на Балкан. То је проузроковало многобројне друштвене промене у свим областима живота. На подручју Србије живело је неколико културних заједница-Чернавода у Подунављу и Срему, баденска у Војводини и у Поморављу, костолачка култура у Мачви и Тимочкој Крајини и култура Коцофени у источној и јужној Србији и на Косову.[1]

## Открића
- Најзначајнија налазишта бакарног доба јесу: Рудна Глава код Мајданпека, Беловоде код Петровца, Плочник код Прокупља, Градац код Злокућана, Бубањ код Ниша, Визићи у Срему, Батајница код Београда и Гомолава код Руме. Рудна Глава код Мајданпека најстарији је рудник бакра у Европи.[2]

## Личности

### Уметници

#### Уметници масовне културе
Види такође: космолошка доба, геолошки еони, геолошке ере, геолошка доба, геолошке епохе, развој човека, миленији, векови године, дани